# Proenzym
Proenzym er et generelt udtryk som bliver brugt om et enzym som skal processeres før end at det bliver aktivt. Det kan ofte være proteolytisk kløvning af et N- og/eller et C-terminalt peptid. Der kan også være tale om andre posttranslationelle modifikationer.
Udtrykket bruges også om enzymer i maven:
Proenzym er det som man kalder enzymer der afgives til tarmkanalen i en inaktiv form. Visse enzymer er dannet som et proenzym, men bliver derefter omdannet til et aktivt enzym.
I de fleste fordøjelsesenzymer for de f.eks. først deres katalytiske aktivitet efter omdannelse, når de er blevet udskilt til mavesækkens eller tarmens indre.
| Molekylærbiologi | Spire Denne molekylærbiologiartikel er en spire som bør udbygges. Du er velkommen til at hjælpe Wikipedia ved at udvide den. |